# نادي كراكوفيا الرياضي
نادي كراكوفيا الرياضي (بالبولندية: Klub Sportowy Cracovia)‏ هو نادي كرة القدم، وكرة الريشة بولندي تأسس في 1906 ، يقع مقره الرئيسي في كراكوف، ويلعب في الدوري البولندي الممتاز.

## وصلات خارجية
- الموقع الرسمي